# Samanu
Samanu (Persisk:سمنو), Samanak (Persisk:سمنک) eller Sumalak er en speciel sød ret lavet af hvedekim, som forberedes til Nowruz. Kvinder holder en speciel fest for retten i løbet af aftenen til daggry, mens de synger en speciel sang: Samanak dar Josh o mā Kafcha zanem – Degarān dar Khwāb o mā Dafcha zanem. 
I Afghanistan og Tadsjikistan synger de Samanak dar Jūsh o mā Kafcha zanēm – Dīgarān dar Khwāb o mā Dafcha zanēm.
| Mad og drikke | Spire Denne artikel om mad og drikke er en spire som bør udbygges. Du er velkommen til at hjælpe Wikipedia ved at udvide den. |